# Петричко македонско благотворително братство
Петричкото македонско благотворително братство „Христо Матов“ е организация на бежанците от областта Македония, установили се в Петрич.

## История
Братството е създадено към края на 1919 година. Основатели са Атанас Маджаров, Атанас Калибацев, Ангел Дончев, Георги Тушинов, Иван Узунов, Димитър Георгиев и други.
Делегати от Петричкото братство на обединителния конгрес на СМЕО и МФРО от януари 1923 година са Георги Белчев, Д. Хаджиилиев, Х. П. Стоянов и Йордан Шурков.
На общо събрание от 24 януари 1926 година братството си избира настоятелство в състав Дончо Лазаров (председател), Илия Хижев (подпредседател), Антон Костадинов (секретар), Антон Бъчваров (касиер), а съветници са Никола Манчев, Димитър Георгиев и Никола Тимов.
При братството в 1927 година е образувана женска секция, която развива активна дейност. През 1929 година то е изнесло едно представление и е имало 5 общи събрания и 26 заседания на настоятелството. Поради факта, че братството е най-близко до сръбската и гръцката граници, често се посещава от чужденци. Към 1931 година братството има 560 членове. Към същата година в настоятелството влизат:  Дончо Лазаров (председател), Андрея Садразамов (подпредседател), Димитър Мешков (секретар-касиер), а съветници са Никола Георгиев, Никола Попгеоргиев, Тодор Стоянов и Димитър Георгиев.